# Salutaridina sintasi
La salutaridina sintasi è un enzima appartenente alla classe delle ossidoreduttasi, che catalizza la seguente reazione:
(R)-reticulina + NADPH + H+ + O2 ⇄ salutaridina + NADP+ + 2 H2O
Si tratta di una proteina eme-tiolata (P-450). Genera la salutaridina, alcaloide della morfina, mediante l'ossidazione intramolecolare del fenolo della reticulina, senza l'incorporazione dell'ossigeno nel prodotto.